# Rete tranviaria di Magonza
La rete tranviaria di Magonza è la rete tranviaria che serve la città tedesca di Magonza. È composta da tre linee.